# Alice's Picnic
Alice's Picnic é um curta-metragem de animação estadunidense de 1927, lançado como parte da série Alice Comedies.